# 浓缩康保蓝

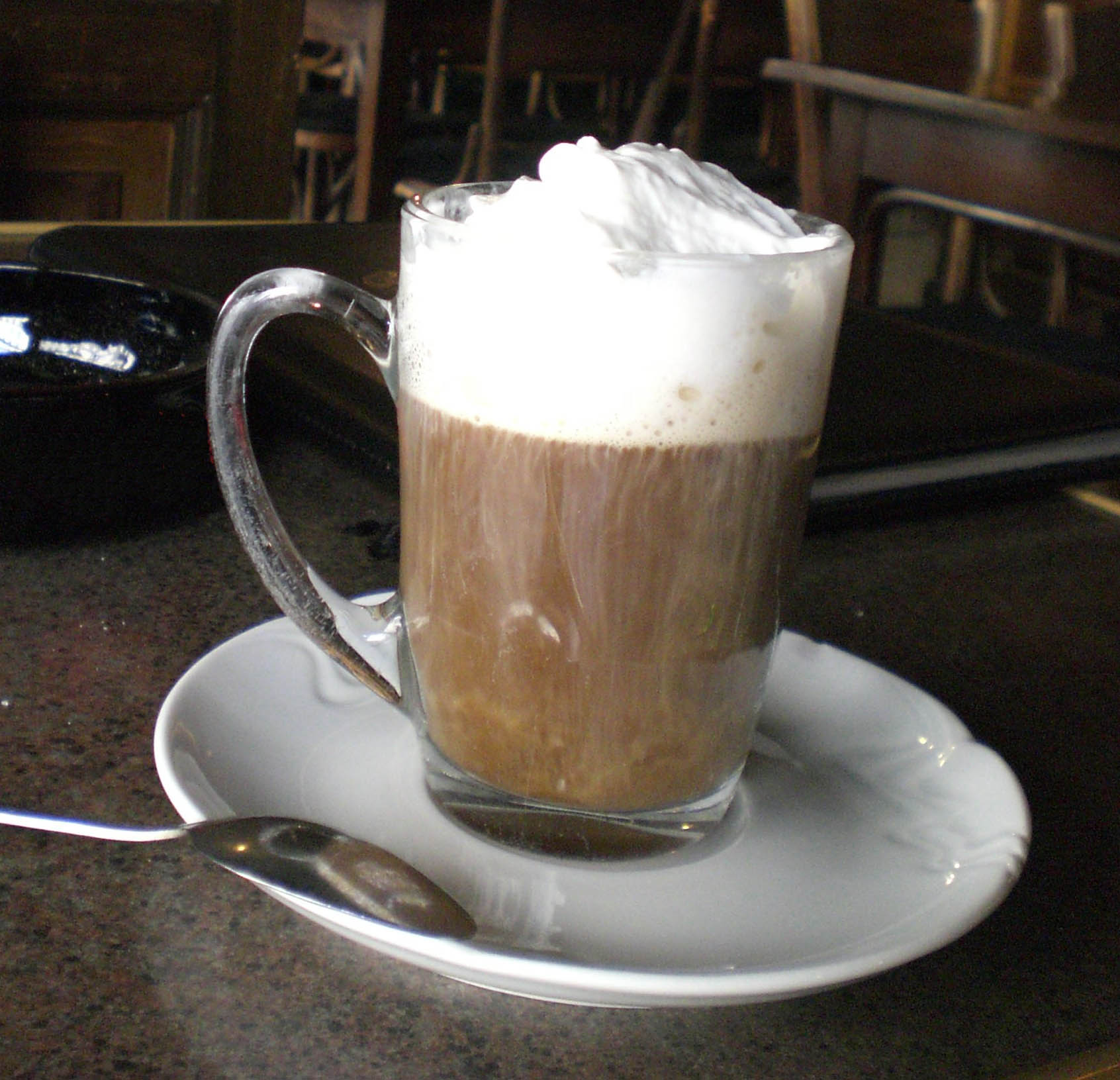
布拉格咖啡馆出售的浓缩康保蓝，使用小玻璃咖啡杯

浓缩康保蓝（義大利語：Espresso con Panna），在意大利文中的意思是“带奶油的浓缩咖啡”。顾名思义，浓缩康保蓝是一种顶层覆盖着厚厚奶油的浓缩咖啡，有单份量，也有双份量。con Panna在意大利语中的意思就是“搅打奶油”。相比于拿铁、卡布奇诺等流行的花式调制咖啡，浓缩康保蓝显得更加怀旧。
这种咖啡在英美等国也被称作维也纳咖啡（café Vienne，café Viennois）。然而需要指出的是，在维也纳等地，“维也纳咖啡”（Wiener Melange）其实指的是另外一种类似卡布奇诺的奶泡调制咖啡。

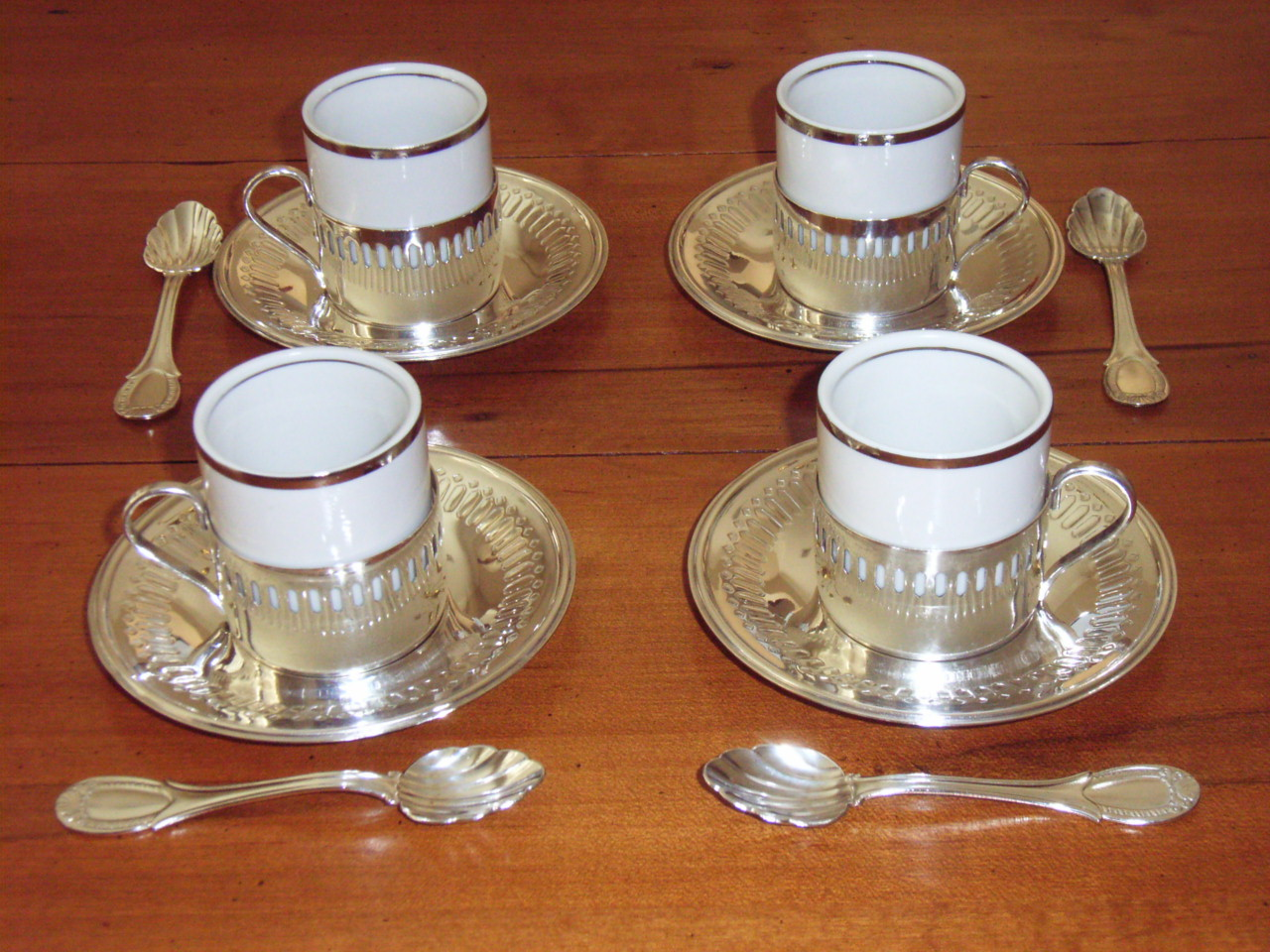
精致的小咖啡杯组合

传统上，浓缩康保蓝使用小咖啡杯盛装，通常为40至60cl。浓缩康保蓝也可以制作成冷饮。

## 列日咖啡冰淇淋

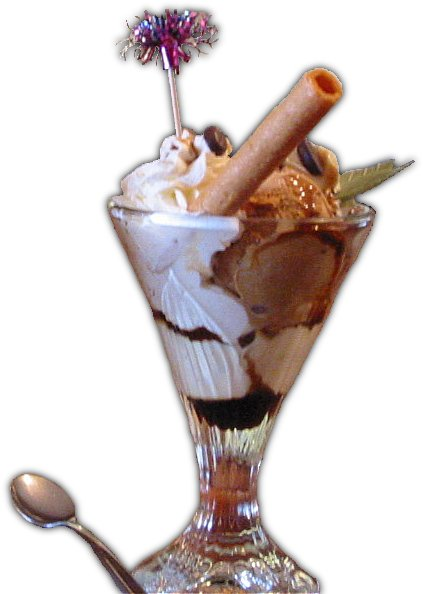
列日咖啡冰淇淋

在浓缩康保蓝的基础上，发展出了一款称为“列日咖啡”的冰淇淋甜点。这款甜点以浓缩康保蓝（即维也纳咖啡）为蓝本调制。然而在第一次世界大战列日戰役中，维也纳是敌对方，为了表达对比利时的支援，巴黎的咖啡馆纷纷将咖啡甜点中「维也纳」字样换成了「列日」，这个名字流传至今。奇怪的是，在列日当地，这款冰淇淋却一直叫做“维也纳咖啡冰淇淋”。